# Bankhus 90

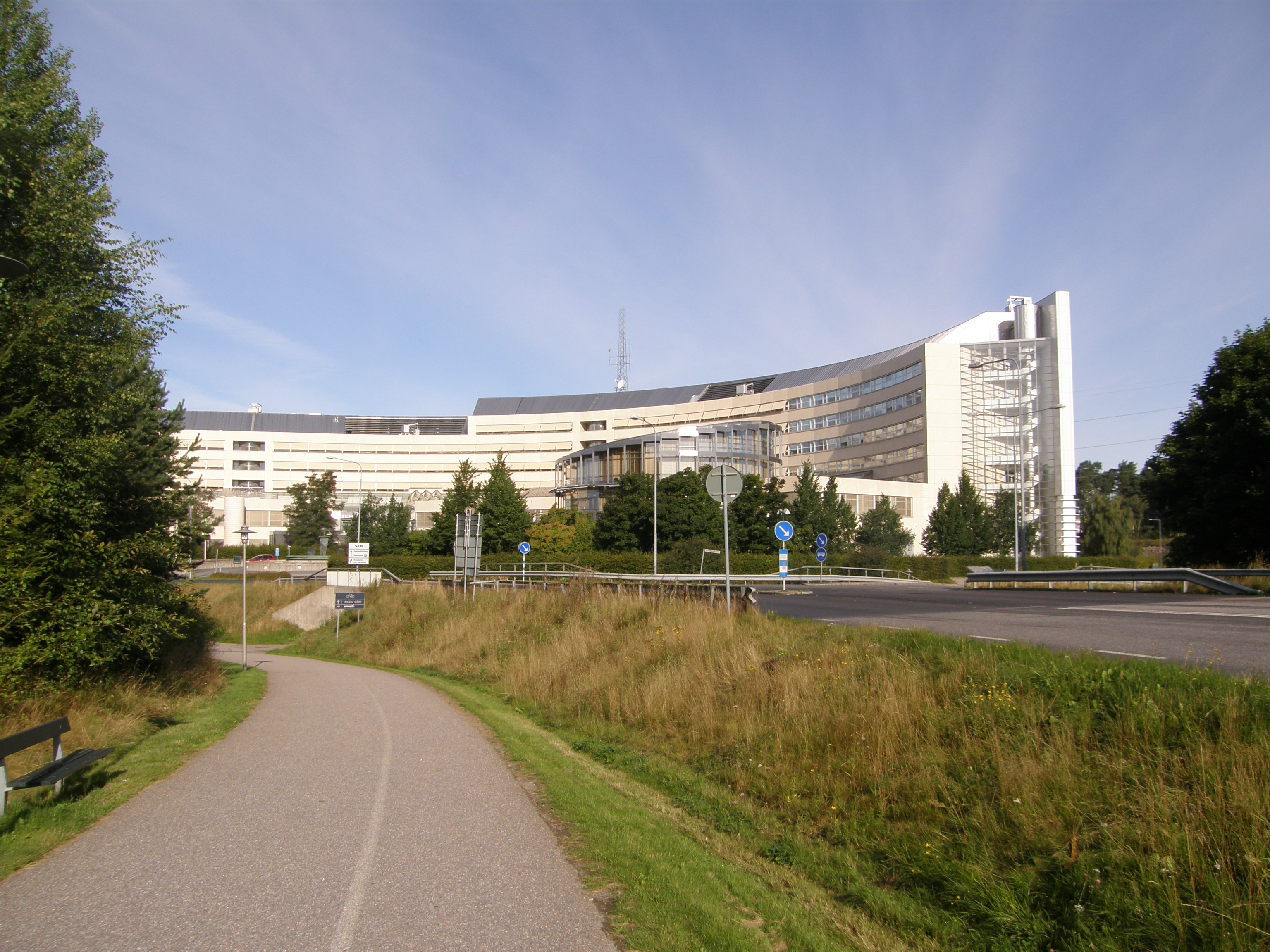
Fasad mot Rissneleden.

Bankhus 90 , numera Ursvik Entré, är en kontorsfastighet som ursprungligen byggdes för Skandinaviska Enskilda Banken (SEB) i Rissne i Sundbybergs kommun, på gränsen till Stockholms kommun. Byggnaden uppfördes 1989–1992 med SEB Fastigheter som uppdragsgivare och  Rosenbergs Arkitektkontor AB som arkitekt efter en inbjuden arkitekttävling som utlystes 1987. 1998 såldes fastigheten till Vasakronan

## Beskrivning
Bankhus 90 utgör med sin höga slingrande fasad ett betydande inslag i Stockholms stadsbild vid norra infarten i höjd med korsningen Enköpingsvägen/Ulvsundavägen. Även från luften är byggnadens karakteristiska form väl synlig. Mot nordvästsidan och Ulvsundavägen är anläggningen sluten. Här dominerar den böljande, släta fasaden som är klädd med vitt kvadratiskt klinker. Enbart fyra vertikala band med burspråk lättar upp fasaden.

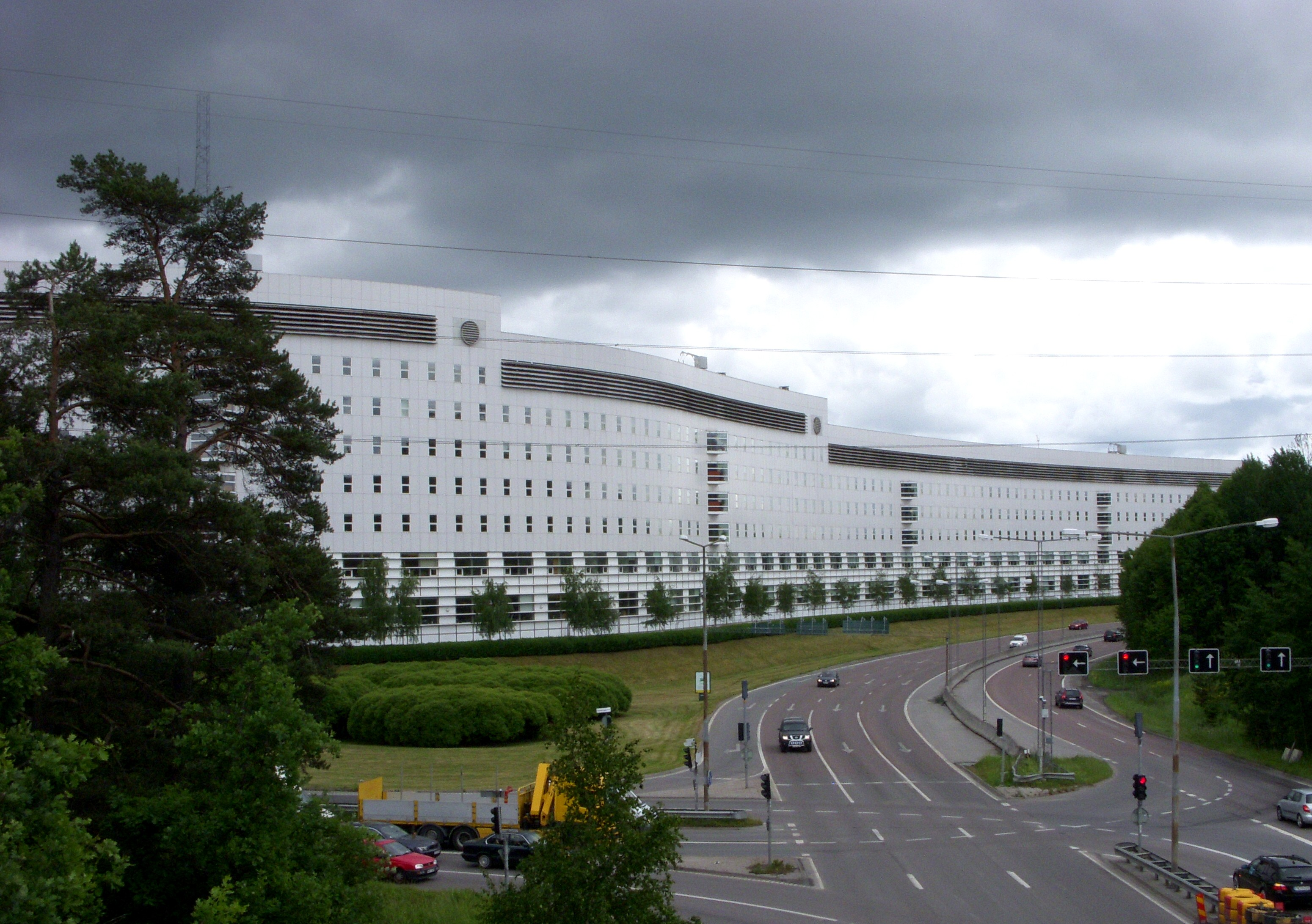
Fasad vy mot Ulvsundavägen.

Mot sydöstsidan och gården bryts byggnadskroppen upp i flera mindre enheter, med olika höjd och fasadbehandling, som arkitekten kallar paviljonger. Här dominerar ljusbeige klinkerplattor och rostfri plåt som fasadmaterial, exempelvis i den runda matsalsbyggnaden. Mot gården ligger även huvudentrén. 
Ett galleristråk som löper längs hela byggnaden håller samman entréhall, paviljongerna, matsalen och trapphallar. I varje gavel finns ett glasat trapphus. Kontorslokalerna har gestaltats flexibla; de kan lätt ändras i storlek och funktion. I källarplanet finns parkeringsplatser. Ytterligare parkeringsplatser skapades år 2008 då ett parkeringshus byggdes till som en förlängning mot sydväst, även det ritat av Rosenbergs Arkitekter.
Byggnadens totalyta är 93 000 m2 och 1992 fanns där kontorsarbetsplatser för cirka 1 600 personer, år 2010 arbetade cirka 2 800 personer här. Huset är huvudsakligen uppfört med betongelement och arkitekten tilldelades 1992 Betongelementföreningens Arkitekturpris.
Bankhus 90 var just färdigbyggt under bankkrisen i början av 1990-talet. Det rönte en del kritik och huset blev en symbol för 1980-talets överdrivna byggboom och fastighetsspekulation. En av tankarna med bygget var att etablera bankens huvudkontor i byggnaden men flera viktiga funktioner är fortfarande kvar i sina lokaler vid Kungsträdgårdsgatan 8 i Stockholms innerstad. 2017 började SEB avveckla sin verksamhet i Bankhus 90, till förmån för nya lokaler i Arenastaden. Kontorshuset ägs numera av Nordisk Renting och hyrs ut till ett flertal olika hyresgäster
Konkurrenten Nordbanken hade mycket långt gångna planer för att uppföra ett intilliggande kontorskomplex på fältet mellan Rissne, Hallonbergen och Enköpingsvägen. Nordbankens byggprojekt avbröts när bankkrisen bröt ut. På den tänkta platsen ligger idag bland annat en Toyota-handlare.

## Bilder

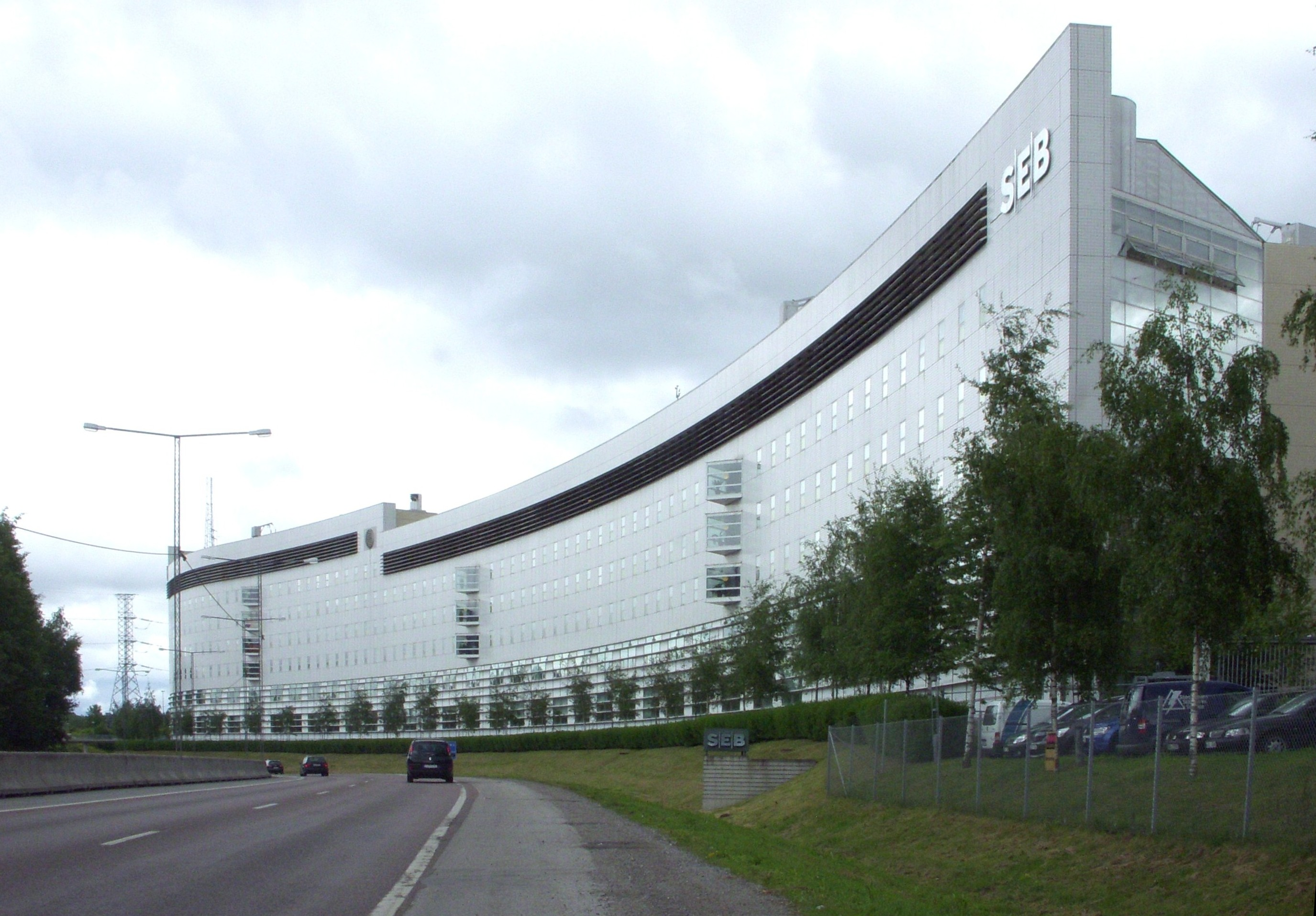
Fasaden mot Ulvsundavägen
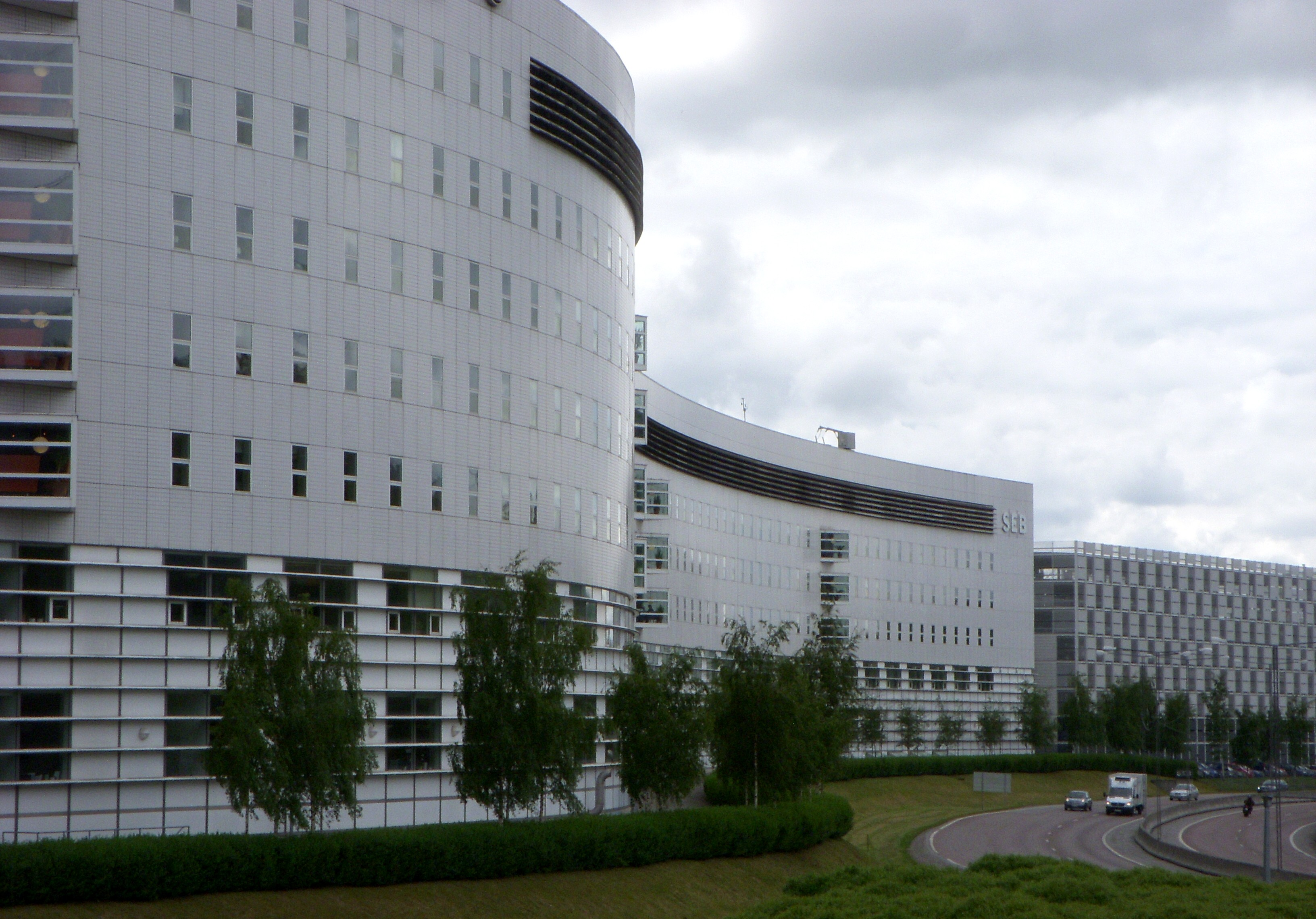
Fasaden med p-huset längst bort
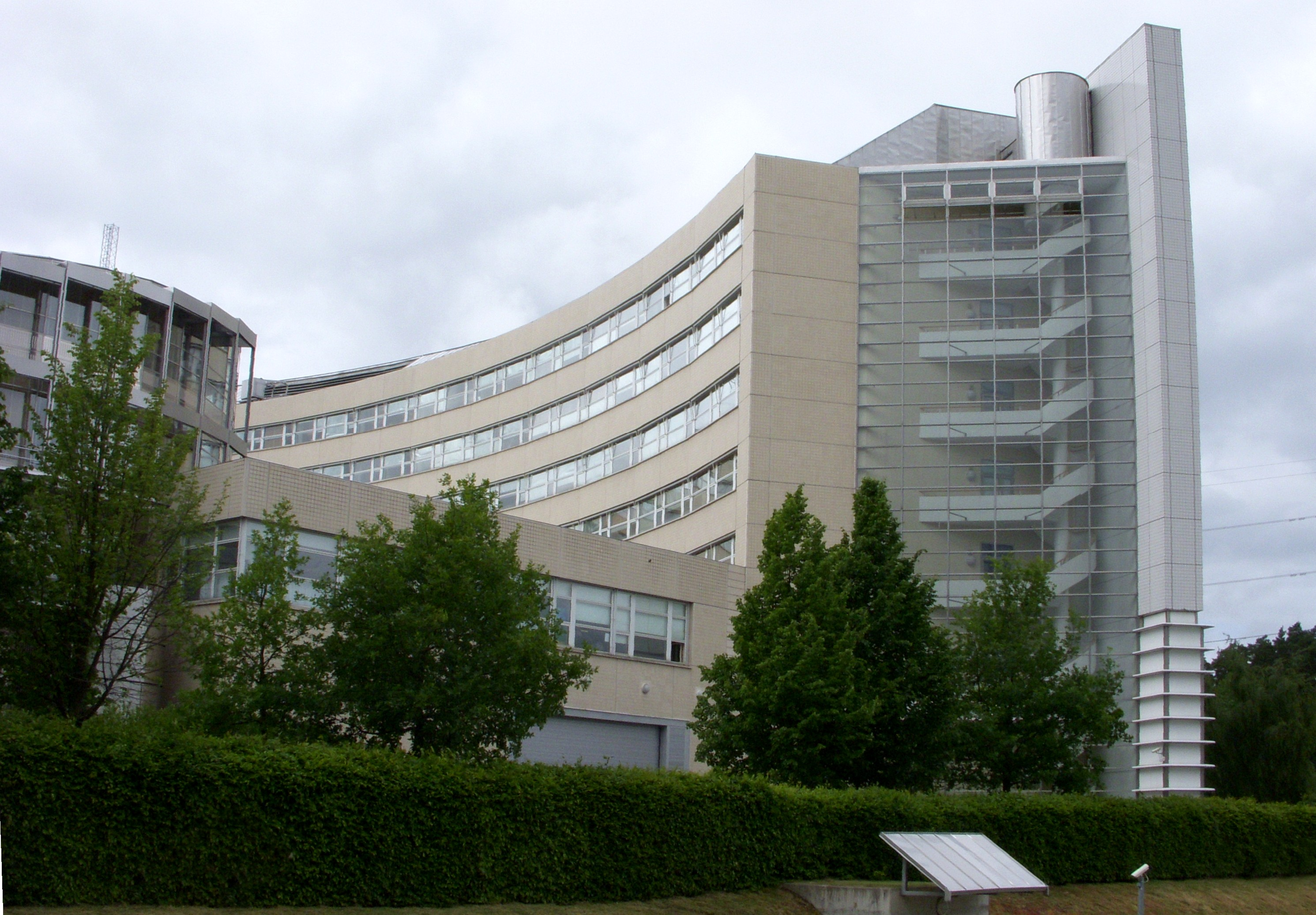
Norra gaveln med trapphuset
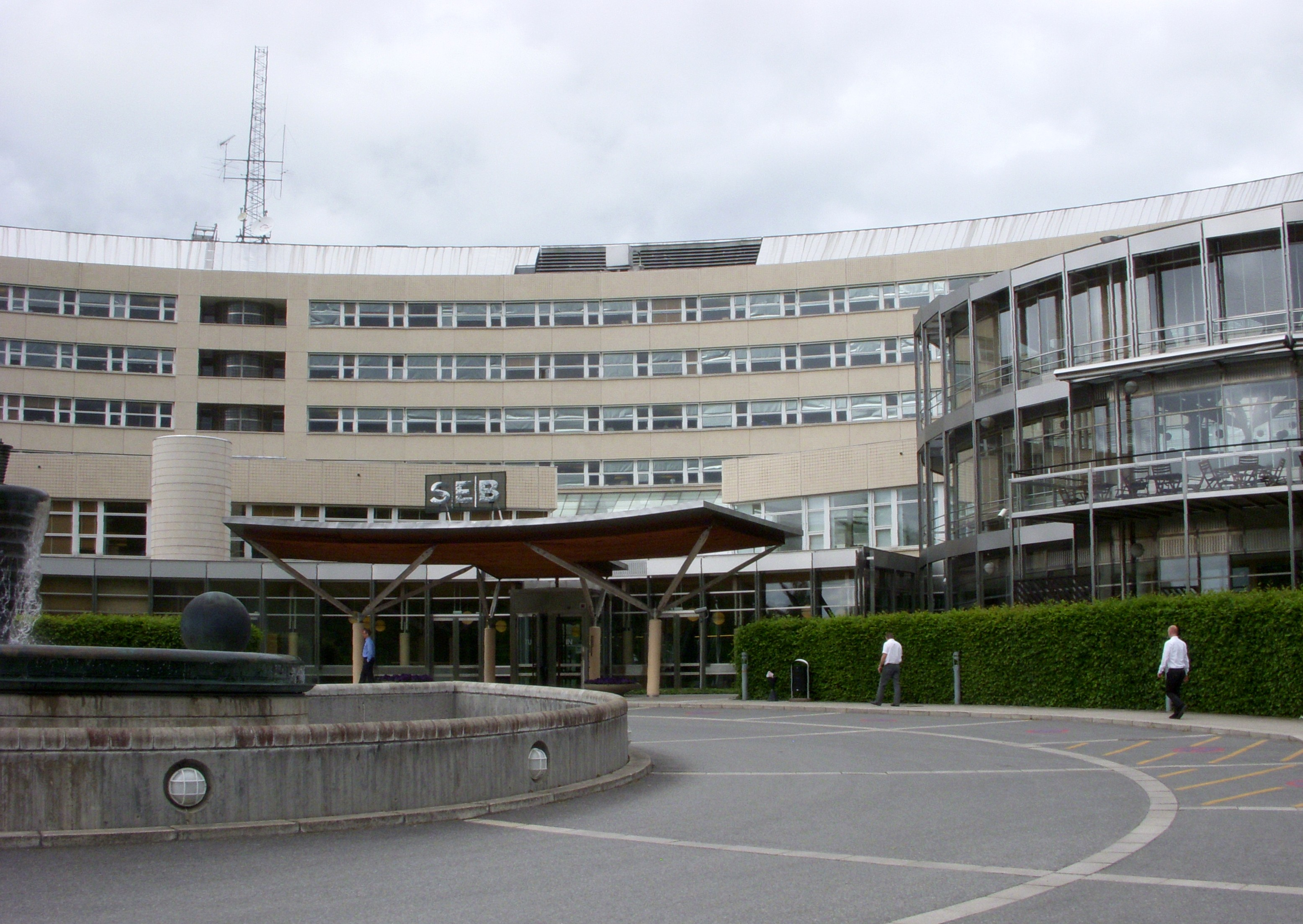
Huvudentrén och till höger matsalen